# Charles Geschke
Charles M. "Chuck" Geschke (Cleveland, 11 de setembro de 1939 – 16 de abril de 2021) foi um cientista da computação estadunidense.
Ficou conhecido como co-fundador da Adobe Systems, em 1982, juntamente com John Warnock.
Em 2008, ao lado de Warnock, foi agraciado com a Medalha Nacional de Tecnologia e Inovação.
Geschke morreu em 16 de abril de 2021, aos 81 anos de idade.